# Bordás András
Bordás András (Prázsmár, 1921. április 25. – Budapest, 1956. október 26.) Kossuth-díjas magyar esztergályos, a Rákosi Mátyás Vas- és Fémművek munkatársa, sztahanovista.

## Élete
A Munka Érdemrend bronz fokozatával, 1953-ban a Munka Vörös Zászló Érdemrendjével tüntették ki. 1954-ben megkapta a Kossuth-díj bronz fokozatát; a hosszas indoklás megfogalmazása szerint „teljesítménye állandóan sztahanovista szinten van, és emellett munkáját selejtmentesen végzi. 1953. évi átlagteljesítménye 270 százalék. Ötéves tervét 1953 márciusában befejezte.”
Részt vett a sztahanovista mozgalomban. 1948 és 1953 között a Szabad Nép című napilap munkaversennyel kapcsolatos cikkeiben 7 alkalommal szerepelt.
Bordás az 1956-os események során tisztázatlan körülmények között hunyt el. Egy teória szerint munkahelyén agyonverték, mert összekeverték váltótársával, Muszka Imrével. Majtényi György történész szerint – periratok alapján – feltételezhető, hogy Bordást a felkelők lincselték meg október 26-án: „állítólag a sztahanovista esztergályos meg akarta mutatni a szovjet katonáknak, hogy hol van a rendőrség épülete, mások szerint összetévesztették egy ávóssal.”. A halotti anyakönyv szerint halálát mellkaslövés okozta.

## Emlékezete
1962 áprilisa és 1993 között nevét viselte a ferencvárosi Bordás András Szakmunkásképző Iskola (a mai Szily Kálmán Kéttannyelvű Műszaki Középiskola, Szakiskola és Kollégium).
Napjainkban nevét viselte a csepeli Bordás utca, mely 2013-ban a Kőrösi Sándor utca nevet kapta.